# Antoni Marquès i Puig
Antoni Marquès i Puig (Barcelona, 1897 - Barcelona, 1944) fou un compositor, pianista i crític musical català
Estudia amb Francesc Gonzàlez (piano), Felip Pedrell (harmonia) i Josep Barberà (composició). Debuta com a pianista el 1914 amb només disset anys. Fou professor de l'Escola municipal de música i crític musical del Diario de Barcelona des de 1923 fins a la seva mort.
Va compondre obres per a piano, música de cambra i l'òpera Sor Beatriu, amb text de Maeterlinck, estrenada al Liceu de Barcelona el 1924 per la soprano Tina Poli-Randaccio. Va escriure també cançons, com Septenari de maig, sobre texts del poeta Josep Maria López-Picó.